# Гамбергит
Гамберги́т (англ. Hambergite)— относительно редкий минерал класса боратов, основной борат бериллия.
Кристаллы призматические, часто несут продольную штриховку. Плеохроизм и люминесценция отсутствуют, дисперсия 0,015, двупреломление +0,072, спектр поглощения не интерпретируется.
Состав (%): ВеО — 53,31; В2О3 — 37,09; остальное — вода.
Минерал обнаружен в 1890 году и назван в честь шведского минералога и географа А.Гамберга (Axel Hamberg; 1863—1933). Представляет интерес преимущественно как коллекционный материал. Попытки обработки гамбергита с целью использовать его как ювелирного камня были не очень успешны, так как стеклянный блеск делает огранённый камень похожим на стекло.

## Месторождения
Образуется в пегматитах, встречается также в россыпях вместе с ювелирными камнями в Индии, Норвегии (месторождение Лангесунс-фьорд, где гамбергит был впервые открыт), на Мадагаскаре (где находилось наиболее значительное месторождение, ныне отработанное).